# Defectos mujeriles
Defectos mujeriles (Diffeti delle donne) es un tratado moral escrito por Giuseppe Passi y publicado en Venecia en 1599. 
El ensayo recoge los estereotipos de género que sufrían las mujeres en la sociedad renacentista. La obra comienza con los “defectos” de las mujeres campesinas (principalmente, su carácter árido y distanciado de todo “sentimiento verdaderamente femenino”) y continúa con los de la nobleza y aristocracia (superficialidad y arrogancia, atributos manifestados en su gusto excesivo por el maquillaje). Giuseppe Passi sigue la tradición medieval del vituperio, inspirado concretamente en el poema de Ausiàs March cuyo primer verso es “Vos conocéis la costumbre de la tórtola”. En este poema la dama, frente a los ideales que representaban Beatrice o Laura, representa la realidad corrupta, dominada por un deseo no casto, y el poeta se servirá de este deseo para atacar la dignidad de la dama de forma agresiva.
Giuseppe Passi construye su obra a través de ejemplos concretos tomados, como él dice, de su vida cotidiana para poder comentarlos a continuación. La obra se inscribe dentro de una tradición misógina masculina que contó con importantes cultivadores en la Edad Media (el español Ausiàs March, entre ellos); sin embargo, el tono monocorde, vacío de los recursos retóricos que gustaban en el momento, junto a la ausencia en Italia de un público lector masculino interesado en estos temas -considerados “vulgares” o poco fundamentados en la virtus romana-  hicieron que la obra apenas tuviera relevancia.
Sin embargo, una lectora y escritora coetánea de Passi, Moderata Fonte, leyó su manuscrito y decidió responder a sus ataques en sus libros Il merito delle donne y Giustizia delle donne, obras de marcado carácter irónico donde desmiente los estereotipos y, por añadidura, destapa las injusticias que las mujeres sufren a diario. Fonte ha sobrevivido a su tiempo y ha pasado a ser un referente en la teoría feminista actual, como demuestran los estudios dedicados a su obra literaria.